# Eragrostis swallenii
Eragrostis swallenii är en gräsart som beskrevs av Albert Spear Hitchcock. Eragrostis swallenii ingår i släktet kärleksgrässläktet, och familjen gräs. Inga underarter finns listade i Catalogue of Life.